# Vtoroi Slavnoi Utxàstok
Vtoroi Slavnoi Utxàstok (en rus: Второй Сплавной Участок) és un poble del krai de Khabàrovsk, a Rússia, que el 2012 tenia 81 habitants. Pertany al districte rural de Lazó.